# سرخس حوري
سرخس حوري (الاسم العلمي: Polypodium nymphale) هو نوع نباتي يتبع جنس السرخس من فصيلة السرخسية.